# D. J. King
Dwayne J. King (* 27. Juni 1984 in Meadow Lake, Saskatchewan) ist ein ehemaliger kanadischer Eishockeyspieler, der im Verlauf seiner aktiven Karriere zwischen 2001 und 2013 unter anderem 118 Spiele für die St. Louis Blues und Washington Capitals in der National Hockey League (NHL) auf der Position des linken Flügelstürmers bestritten hat. Sein jüngerer Bruder Dwight ist ebenfalls professioneller Eishockeyspieler.

## Karriere
King begann seine Karriere 2001 in der kanadischen Juniorenliga WHL bei den Lethbridge Hurricanes. Bereits in diesem Jahr machte er sich einen Namen als talentierter Enforcer und war Jahr für Jahr unter den aktivsten Fightern seiner Teams zu finden. Diese Qualitäten machten auch NHL-Teams auf ihn aufmerksam und er wurde 2002 beim jährlichen NHL-Draft von den St. Louis Blues in der sechsten Runde an Position 190 ausgewählt.
Nachdem er in seiner letzten Saison als Junior noch einmal das Team wechselte und mit den Kelowna Rockets den Memorial Cup gewann, debütierte er in der Saison 2004/05 als Profi bei den Worcester IceCats, dem Farmteam der St. Louis Blues. Auch dort bekam er als 20-jähriger Neuling gleich die Spitzenposition der Strafzeitenstatistik mit 178 Minuten und 18 Faustkämpfen. Da sich die IceCats im Sommer 2005 auflösten und die Blues ihr AHL-Farmteam wechselten, spielte King in der Saison 2005/06 für die Peoria Rivermen.
Am 5. Oktober 2006 schaffte er dann erstmals den Sprung in den Kader der St. Louis Blues und bestritt seine erste NHL-Partie gegen die San Jose Sharks. Mittlerweile hat er seine beeindruckenden Vorstellungen auch in der NHL fortgesetzt und gezeigt, dass er es mit einigen der erfahrensten Enforcern, wie Reed Low (der 2005 noch sein Mentor in Peoria war), Scott Parker oder Derek Boogaard aufnehmen kann. In der Folge erhielt er nur wenige Minuten Eiszeit, da er spielerisch noch nicht reif für die Liga war, obschon ihm Blues-Coach Andy Murray sehr angetan von seiner Spielweise war. In der Saison 2008/09 absolvierte er nur ein Spiel, da er sich eine Schulterverletzung zuzog und dadurch fast die komplette Saison ausfiel. In der folgenden Spielzeit konnte er aufgrund eines Fingerbruchs lange nicht spielen und absolvierte nur 12 Spiele in der AHL und zehn in der NHL.
Im Juli 2010 wurde sein Vertrag zunächst um zwei Jahre verlängert, bevor man ihn wenig später im Austausch gegen Stefan Della Rovere zu den Washington Capitals transferierte. Nach zwei Jahren in der Organisation der Capitals erhielt King im Anschluss an die Saison 2011/12 keinen neuen Vertrag und war anschließend mehrere Monate ohne Verein, bevor er sich im Februar 2013 den Ontario Reign aus der unterklassigen ECHL anschloss und dort die Spielzeit 2012/13 beendete.

## Erfolge und Auszeichnungen
- 2004 Memorial-Cup-Gewinn mit den Kelowna Rockets

## Karrierestatistik
(Legende zur Spielerstatistik: Sp oder GP = absolvierte Spiele; T oder G = erzielte Tore; V oder A = erzielte Assists; Pkt oder Pts = erzielte Scorerpunkte; SM oder PIM = erhaltene Strafminuten; +/− = Plus/Minus-Bilanz; PP = erzielte Überzahltore; SH = erzielte Unterzahltore; GW = erzielte Siegtore; 1 Play-downs/Relegation; Kursiv: Statistik nicht vollständig)